# Mercedario
A Cerro Mercedario hegycsúcs 6720 m magas, az Andok nyolcadik legmagasabb hegye. Az Aconcaguától (6962 m) 100 km-re északra, az argentínai San Juan tartományban helyezkedik el. 
Először 1934-ben mászta meg a lengyel Adam Karpinski és Wiktor Ostrowski, akik egy Konstanty Jodko-Narkiewicz által vezetett expedíció tagjai voltak.
A hegy magasságát még soha nem mérték meg pontosan. Az itt megadott magasság SRTM adatokból származik. A gyakran megadott 6770 m túl nagy az SRTM-hez képest.